# Hyundai Group
Die Hyundai-Gruppe war lange der größte Mischkonzern Südkoreas (Jaebeol), bevor sie von der Samsung-Gruppe überholt wurde.
Hyundai – das Unternehmen heißt „Gegenwart“ – wurde 1947 von Chung Ju-yung als Bauunternehmen gegründet. Der schnelle Aufstieg und die Verzweigung zu einem Großkonzern begann, nachdem das Unternehmen 1965 in Thailand erstmals Bauprojekte durchgeführt hatte. Der Konzern gründete in schneller Folge neue Unternehmen, die in den Bereichen Anlagen-, Schwermaschinen-, Schiff- und Schiffsmotorenbau, Möbel, Elektrotechnik, Elektronik und Fahrzeugbau sowie Versicherung zu Großunternehmen heranwuchsen.
Aufgrund der Wirtschaftskrise in Asien Ende der 1990er-Jahre musste das Unternehmen restrukturiert werden, dabei wurden die Gesellschaften Hyundai Kia Automotive Group, Hyundai Department Store Group, Hyundai Development Group und Hyundai Heavy Industries Group aus der Gruppe ausgegliedert.
Zur eigentlichen Hyundai-Gruppe gehörten im April 2014 noch:
- Hyundai Merchant Marine, eine der größten Reedereien der Welt
- Hyundai Securities
- Hyundai Elevator
- Hyundai Logistics
- Hyundai Asan
- Hyundai U&I
- Hyundai Research Institute
- Hyundai Investment Network
- Hyundai Savings Bank
- Able Hyundai Hotel & Resort